# NGC 6612
NGC 6612 este o galaxie situată în constelația Lira. A fost descoperită în 1886 de către Lewis A. Swift.